# Wascha Snakomaja
Wascha Snakomaja (russisch Ваша знакомая, übersetzt „Eure Bekannte“) ist ein sowjetischer Stummfilm aus dem Jahre 1927 von Lew Kuleschow. Co-Drehbuchautor Alexander Kurs lieferte mit Die Journalistin die literarische Vorlage. Bis auf den viertel Akt (ein Fragment von 18 Minuten) ist der Film verschollen.

## Handlung
Die Handlung spielt in der zeitgenössischen (1920er Jahre) Sowjetunion. Dort verliebt sich die Genossin Chochlowa, eine Journalistin, in den Betriebsleiter eines Eisenkombinats, dem verheirateten Genossen Petrowski. Genosse Wasiltschikow wiederum, ein Ressortchef bei ihrer Zeitung, hat längst en Auge auf die Kollegin  geworfen. Durch diese emotionalen Irrungen und Wirrungen vernachlässigt die Zeitungsfrau allmählich ihren Job, sodass man ihr kündigt. Petrowski, der sich auf das Spiel mit der Chochlowa eingelassen hatte, kehrt daraufhin reumütig zu seiner Ehefrau zurück, woraufhin sich die Journalistin umbringen will. Doch Wasiltschikows Liebe zu ihr ist groß genug, um die Dinge zu einem Happy End kommen zu lassen.

## Produktionsnotizen
Wascha Snakomaja, auch bekannt unter dem Titel Schurnalistka (Die Journalistin), wurde am 25. Oktober 1927 in der UdSSR uraufgeführt. In Deutschland lief der Film nicht an.

## Kritiken
„Der Film war sicherlich ein Beitrag zu der Diskussion über Moral und freie Liebe gedacht, die damals in der Sowjetunion heftig entbrannt war.“

„Bei diesem für ihn neuen Thema verwendete Kuleschow auch eine neue Arbeitsmethode. Statt die Sequenzen über den Moskauer Alltag Einstellung für Einstellung schon im Drehbuch sorgfältig vorzubereiten, fing er das lokale Kolorit „auf frischer Tat“ ein.“